# 圣马托里
圣马托里（法語：Saint-Martory，法語發音：[sɛ̃ mɑʁtɔʁi]），法国西南部市镇，位于奥克西塔尼大区上加龙省，隶属于圣戈当区，其市镇面积为8.3平方公里，2022年1月1日时人口数量为1,039人，在法国城市中排名第9,945位。
圣马托里位于上加龙省西南部，加龙河畔，是一个区域性的中心市镇，图卢兹－巴约讷铁路和多条公路在此交汇。

## 地名来源

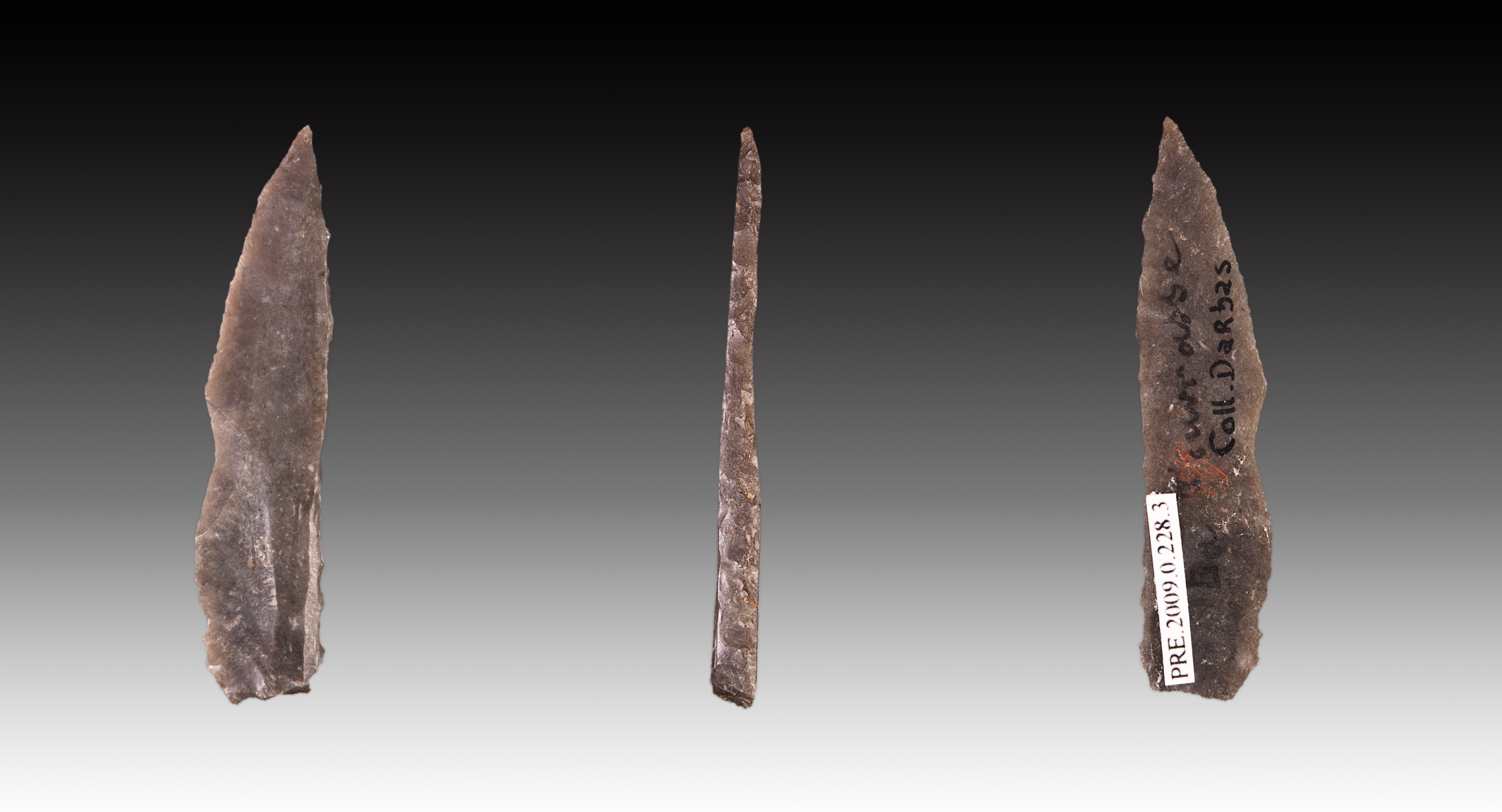
图拉斯岩洞内出土的文物

根据当地官方网站的描述，“圣马托里”一名来源于天主教人物Martiry。法国大革命期间，“圣马托里”因带有宗教色彩而被共和派更名为“加龙河畔蒙塔涅”（Montagne-sur-Garonne）。

## 历史
位于圣马托里境内的图拉斯岩洞证明这一地区在青铜器时期就已出现人类活动。中世纪时期，圣托马里长期为科曼日伯国的一部分。法国大革命后，圣马托里成为上加龙省的一个市镇，工业革命期间，图卢兹－巴约讷铁路建成，该铁路途径圣马托里并设有一个车站。

## 地理

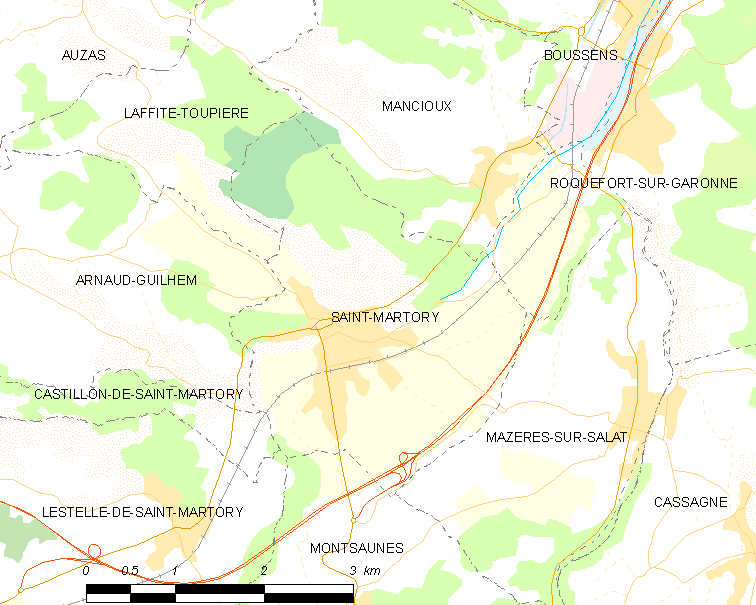
圣马托里市镇范围地图

圣马托里位于法国西南部，奥克西塔尼大区西南部和上加龙省西南部，距离省会图卢兹大约71公里。与圣马托里接壤的市镇包括：芒西乌、阿尔诺吉耶姆、卡斯蒂永-德圣马托里、拉菲特图皮耶尔、莱斯泰勒-德圣马托里、萨拉特河畔马泽尔、蒙索内斯、加龙河畔罗克福尔。

### 地形
圣马托里位于加龙河中上游河谷腹地，境内以丘陵为主，全境海拔在269到485米之间。

### 水文
加龙河干流自西向东流经境内，该河是法国五大河流之一。

### 植被
圣马托里属于温带阔叶混交林区，天然林地广泛分布于市镇范围内的北部和西部山地地区。
在鲜花城市的评比中，圣马托里暂未被评级。

### 气候
圣马托里在柯本气候分类法中属于温带海洋性气候。

## 行政区划
圣马托里是法国奥克西塔尼大区上加龙省的一个市镇，编号为31503。圣马托里隶属于圣戈当区、上加龙省第八选区以及巴涅尔德吕雄县，同时也是卡日尔-加龙-萨拉特市镇公共社区的组成部分。
法国国家统计与经济研究所（简称）在进行数据统计时，未将圣马托里划入任何城市核心区（Unité urbaine de Saint-Martory）、城市区（Aire urbaine）或城市辐射区（Aire d'attraction）内。并将圣马托里市镇整体看作一个“块区”（IRIS）。

## 交通

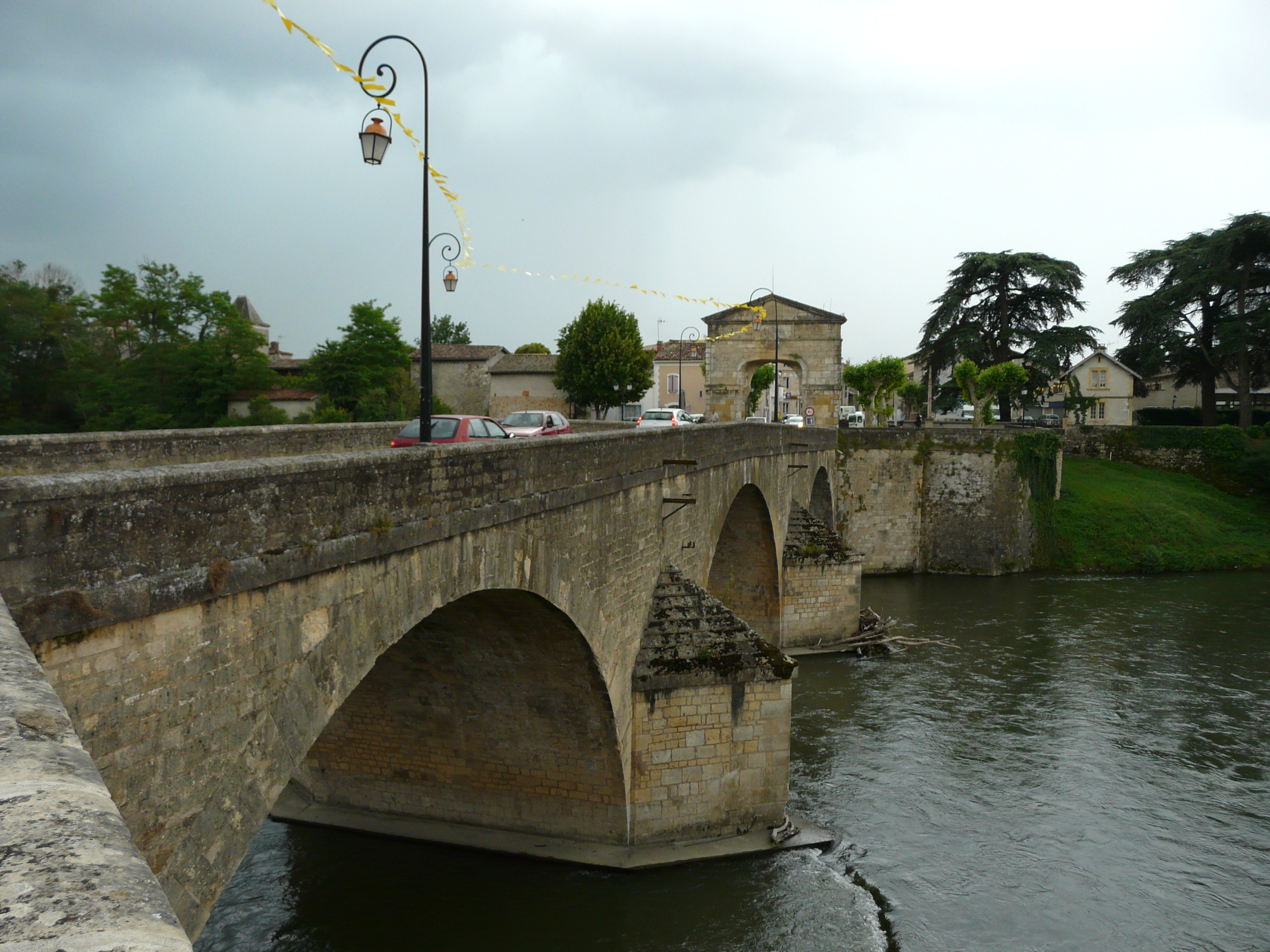
圣马托里桥

### 公路
法国A64高速公路和多条上加龙省省道在圣马托里境内交汇，奥克西塔尼大区下属的城际客运提供巴士线路，可前往周边部分市镇。
2017年，67%的圣马托里家庭拥有至少一辆私人汽车。2019年，圣马托里境内共发生各类交通事故1起，造成1人遇难，1人受伤。

### 铁路
圣马托里位于图卢兹－巴约讷铁路上。圣马托里站位于市区南部，停靠往返于图卢兹和蒙雷若一线的区域列车。

### 航空
距离圣马托里最近的民用航空站为图卢兹-布拉尼亚克机场，距离圣马托里市中心的公路里程约75公里。

### 城市公共交通
截至2021年8月，圣马托里暂无城市公共交通系统。

## 政治
圣马托里的现任市长为拉乌尔·拉斯波先生（Raoul Raspeau），他是一名无党派人士，在2020年的市政选举中获得了100%的支持率（无其他候选人）。
在2017年的法国总统大选中，法国第25任总统埃马纽埃尔·马克龙在圣马托里获得了56.57%的支持率。

## 人口
2018年，圣马托里市镇人口数量为1,000，在法国排名第9,945位。其中男性464人，女性517人，75岁及以上人口占14.5%，外籍人口数量为212人，人口密度为120人/平方公里，当地居民被称为（男性）或（女性）。2019年，圣马托里境内出生4人，死亡人口27人。
| 年份   | 1936 | 1946  | 1954  | 1962  | 1968  | 1975  | 1982  | 1990 | 1999 | 2006 | 2007 | 2008 | 2013 | 2018 |
| ------ | ---- | ----- | ----- | ----- | ----- | ----- | ----- | ---- | ---- | ---- | ---- | ---- | ---- | ---- |
| 人口數 | 961  | 1,062 | 1,116 | 1,066 | 1,101 | 1,133 | 1,166 | 940  | 873  | 858  | 856  | 854  | 937  | 1,00 |

## 经济
截止2021年8月，圣马托里共有各类用人单位269家，平均历史为17年，其中99.22%为中小型企业（PME）。（花卉销售）、（老年康复）及（餐饮）是当地2019年营业额最高的三个企业，分别为13,005,188欧元、3,825,255欧元和1,738,786欧元。

## 财政收入
2019年，圣马托里的财政收入总额为767,870欧元，财政支出总额为568,890欧元，当年的债务总额为558,680欧元。2020年，圣马托里共获得156,975欧元的国家财政补助，比上一年增加了0.09%。
2019年，圣马托里的家庭平均月收入总额为1,662欧元，低于法国平均水平（2,318欧元）。
2017年，圣马托里境内的青壮年（15至64岁）失业率为17.4%，当地39.2%的家庭拥有纳税资格，平均纳税1,962欧元，低于法国平均水平（3,888欧元）。

## 社会事务

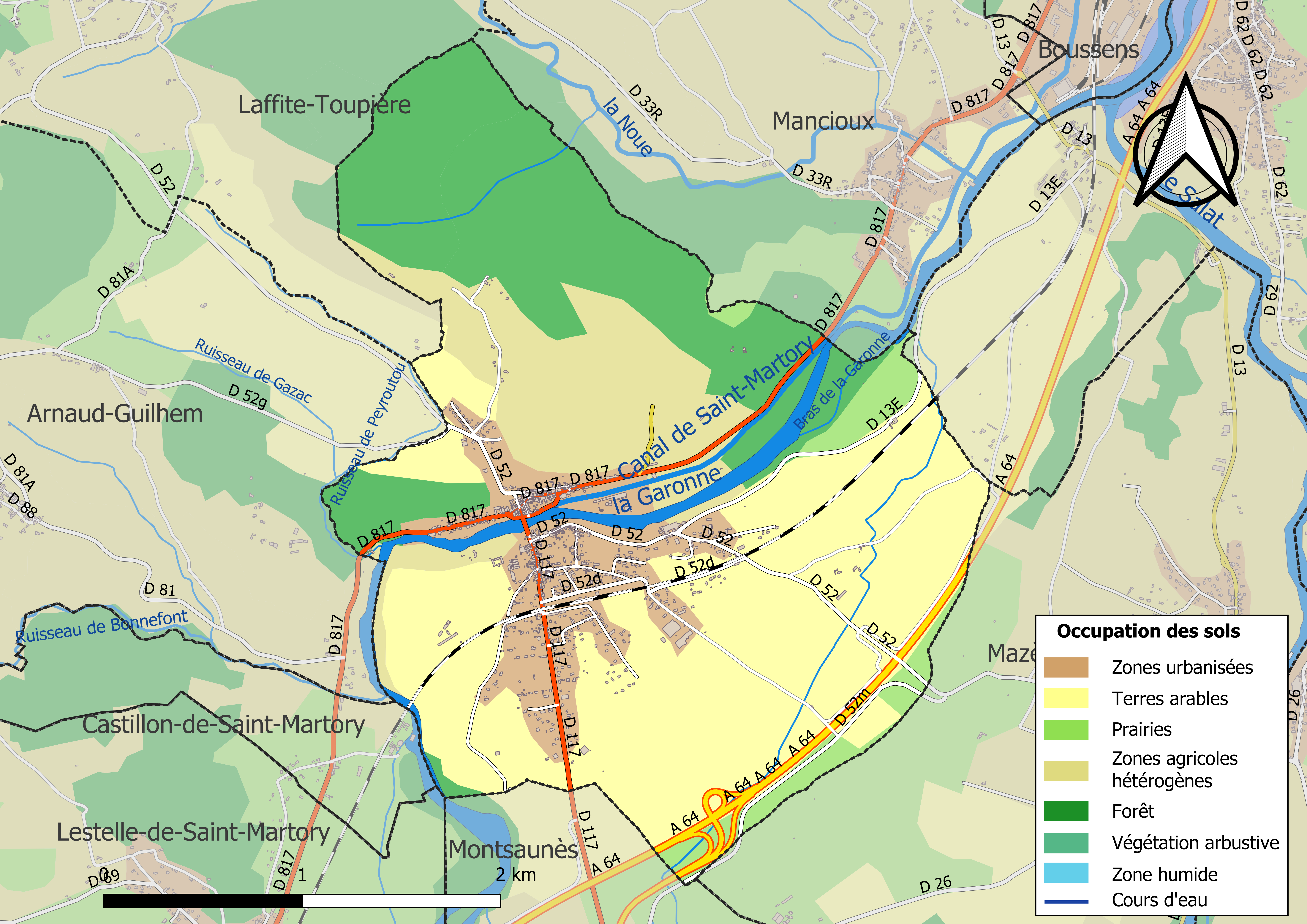
圣马托里土地利用情况地图

### 教育
圣马托里属于图卢兹学区。截止2019年1月1日，圣马托里境内有1所小学。

### 医疗
截止2019年1月1日，圣马托里境内共有全科医生3名、保健师6名、牙医1名、护士9名以及助产士1名。境内共有药房1家、养老院1家。
距离圣马托里最近的区域性医疗机构是“圣戈当中心医院”（Centre Hospitalier de Saint-Gaudens），其主病区位于圣戈当市区，距离圣马托里市区的正常车程在30分钟以内，该院设有床位242个，是当地规模最大的公立综合性医院。

### 住房
2017年，圣马托里境内共有各类住房555套，其中79.3%为独立式居民区，7%为集中式居民区。常住房屋占圣马托里市镇范围内居民建筑总量的80.7%。
在住房保障政策方面，2017年，圣马托里境内共有110户家庭获得了住房经济补助，受益人数占总人口数量的11.2%，其中98份为房租补助。

### 商业
2019年，圣马托里境内共有各类实体商铺31家，其中餐厅2家、杂货店2家、面包房1家、肉铺3家、书店2家、美容美发店3家。市区南部建有一家Netto超市。

### 体育
2019年，圣马托里境内共有2处网球场以及1处足球或橄榄球场。
截至2021年8月，圣马托里之星俱乐部（Étoile de Saint-Martory）是当地唯一的注册足球队。

### 环境
圣马托里的环境事务由其所属的公共社区负责。2019年，圣马托里境内暂无污染企业。

### 治安
2019年，圣马托里市镇范围内有1处宪兵队。
2014年，圣马托里及附近地区共发生各类案件2,146起，其中盗窃类案件1,410起，经济类案件226起，毒品交易类案件76起。

## 文化
2019年，圣马托里境内暂无任何文化设施。圣马托里市政府提供多媒体中心，向公众全年开放。

### 建筑
圣马托里境内有多处法国国家文物保护单位，其中圣马托里圣母升天教堂是当地的代表性建筑物。

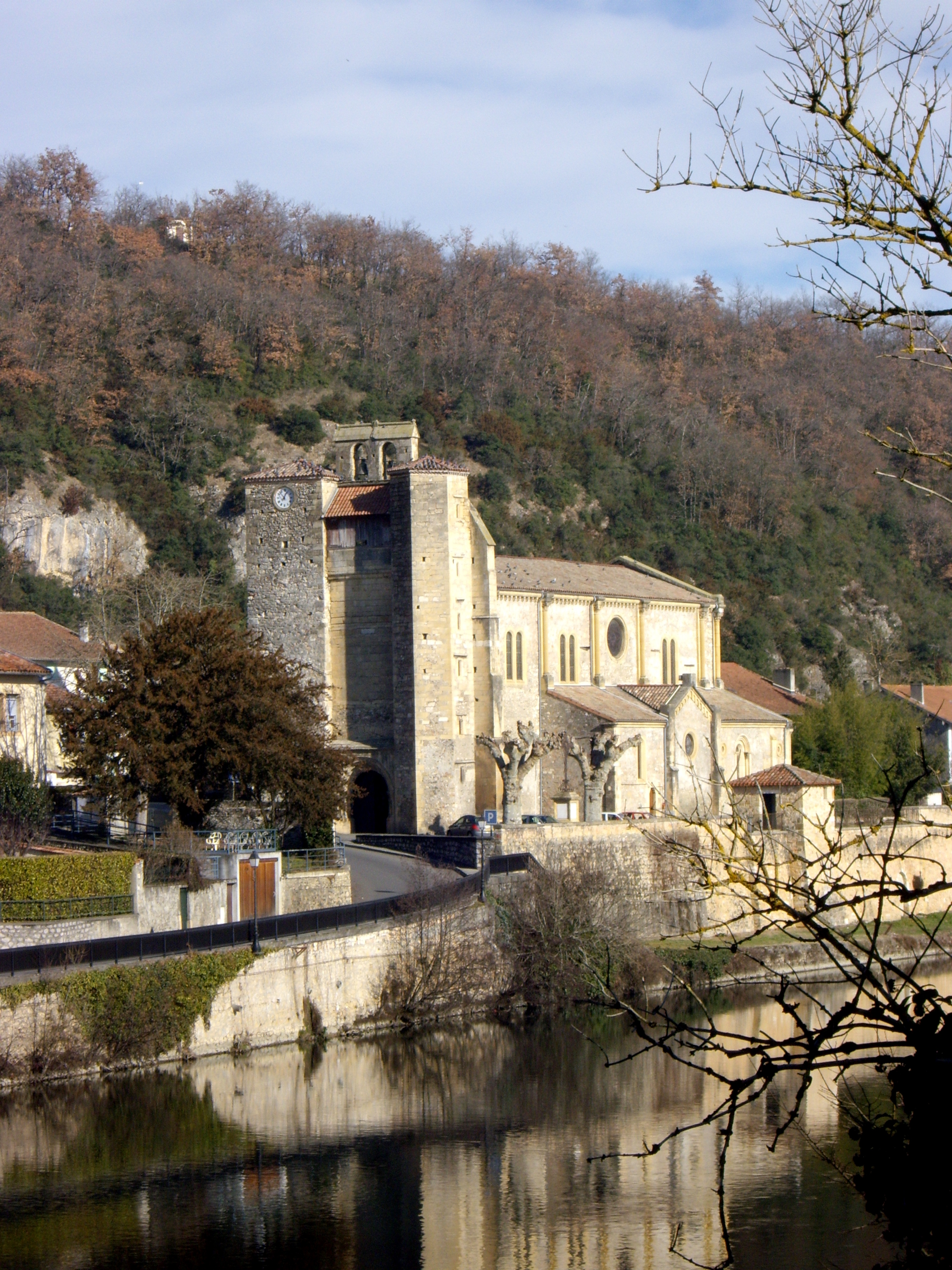
圣马托里教堂（法语：Église Notre-Dame-de-l'Assomption de Saint-Martory）
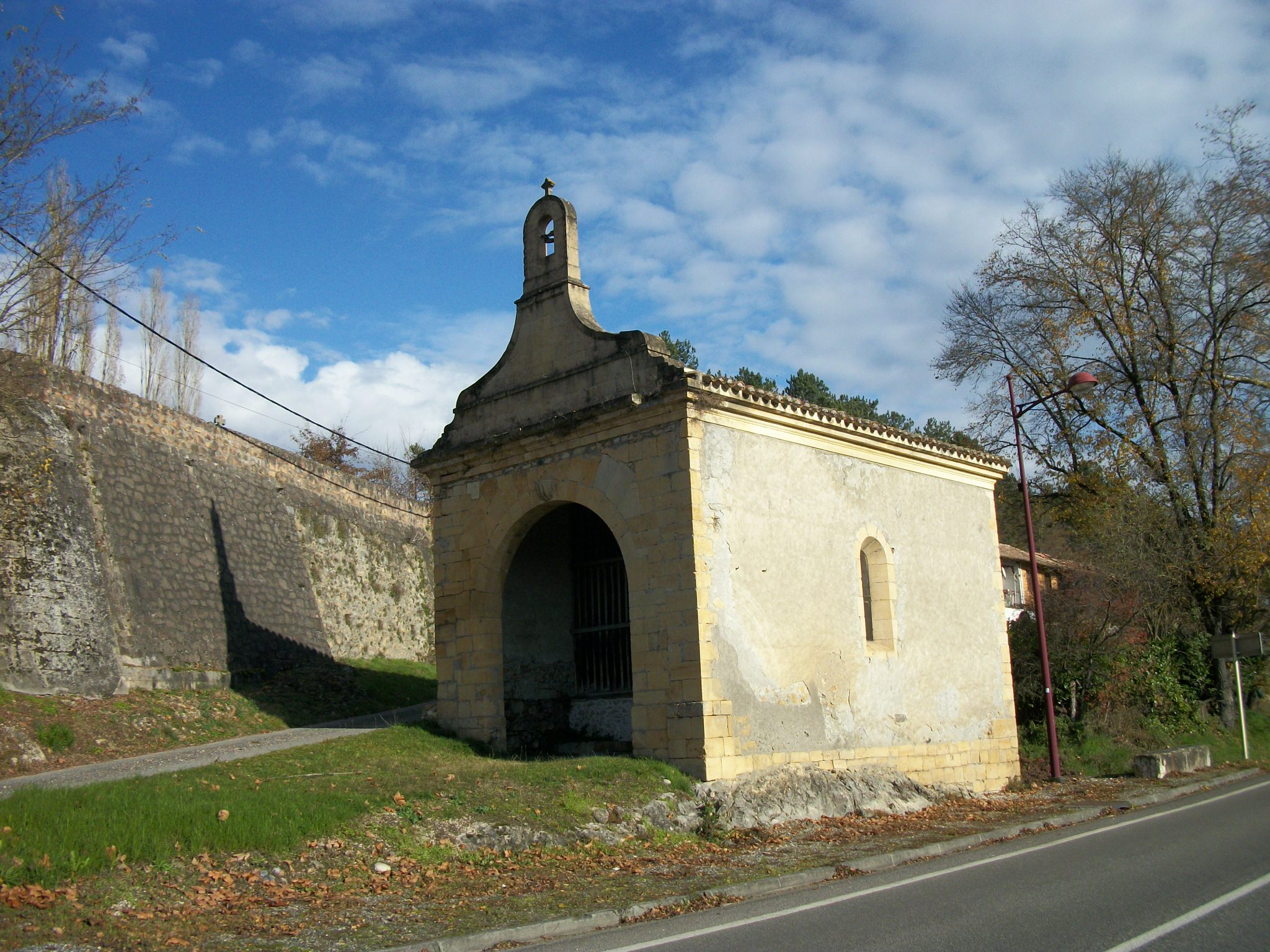
圣母小教堂
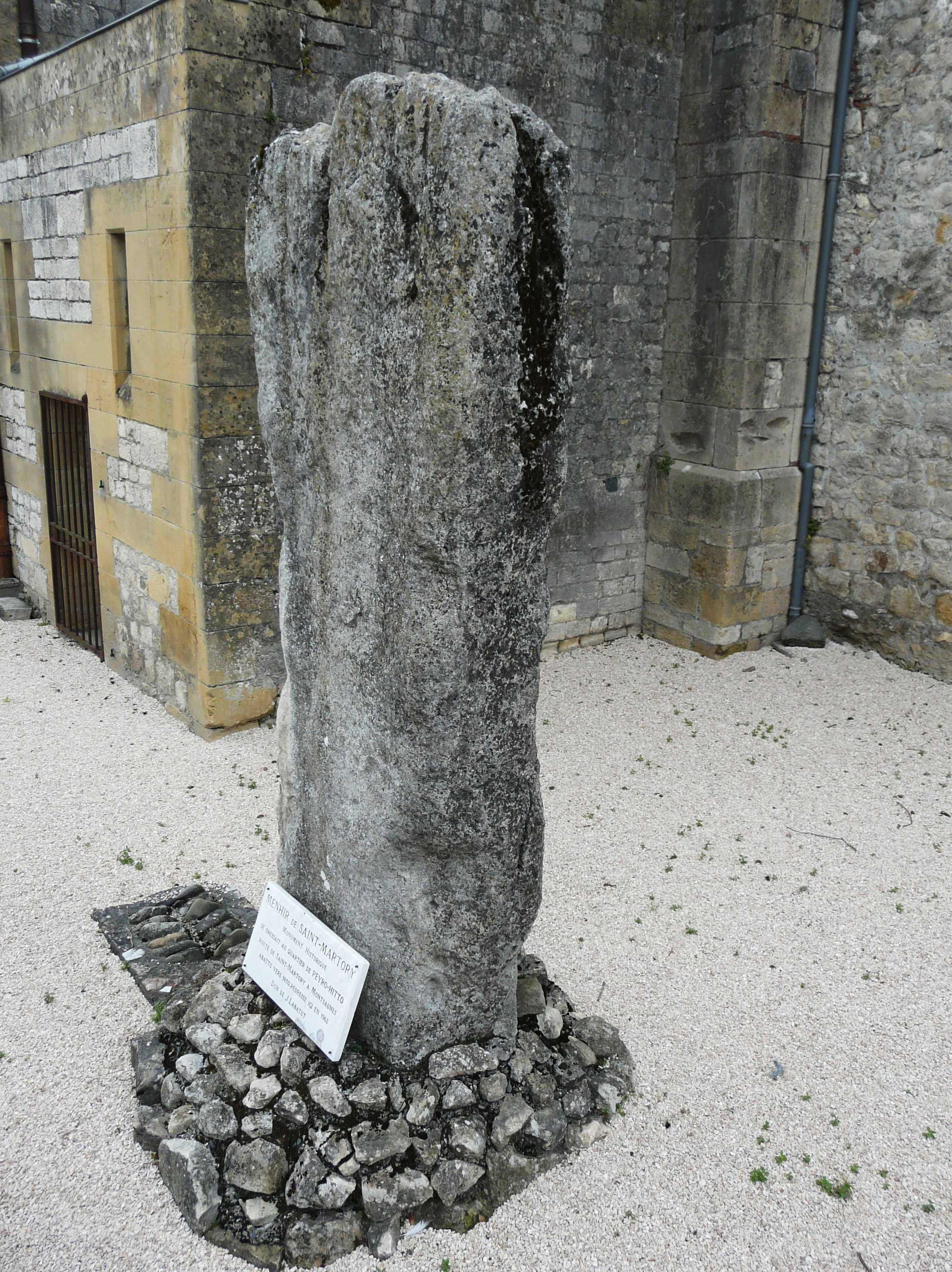
佩罗-伊托石头阵
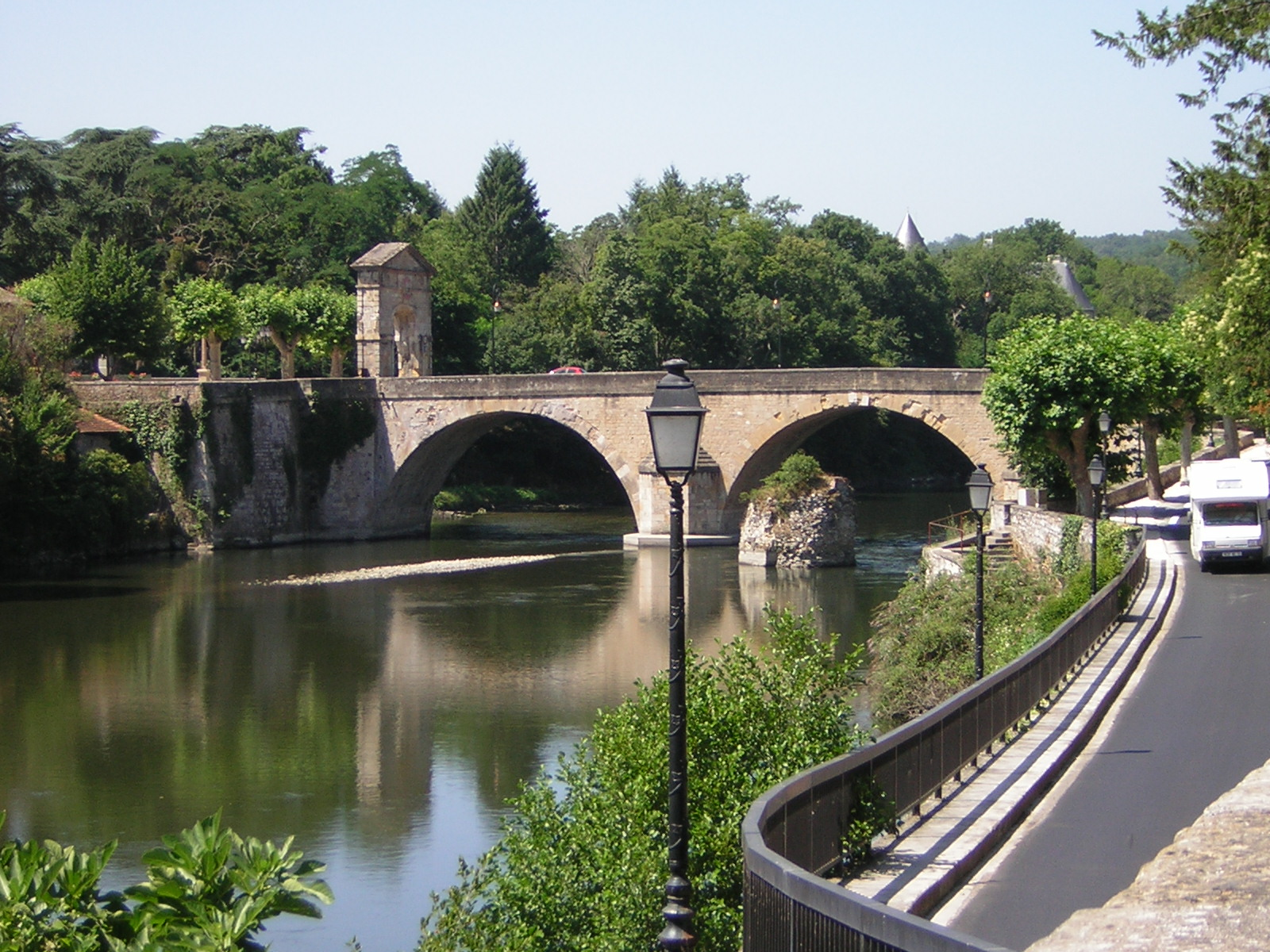
加龙河大桥
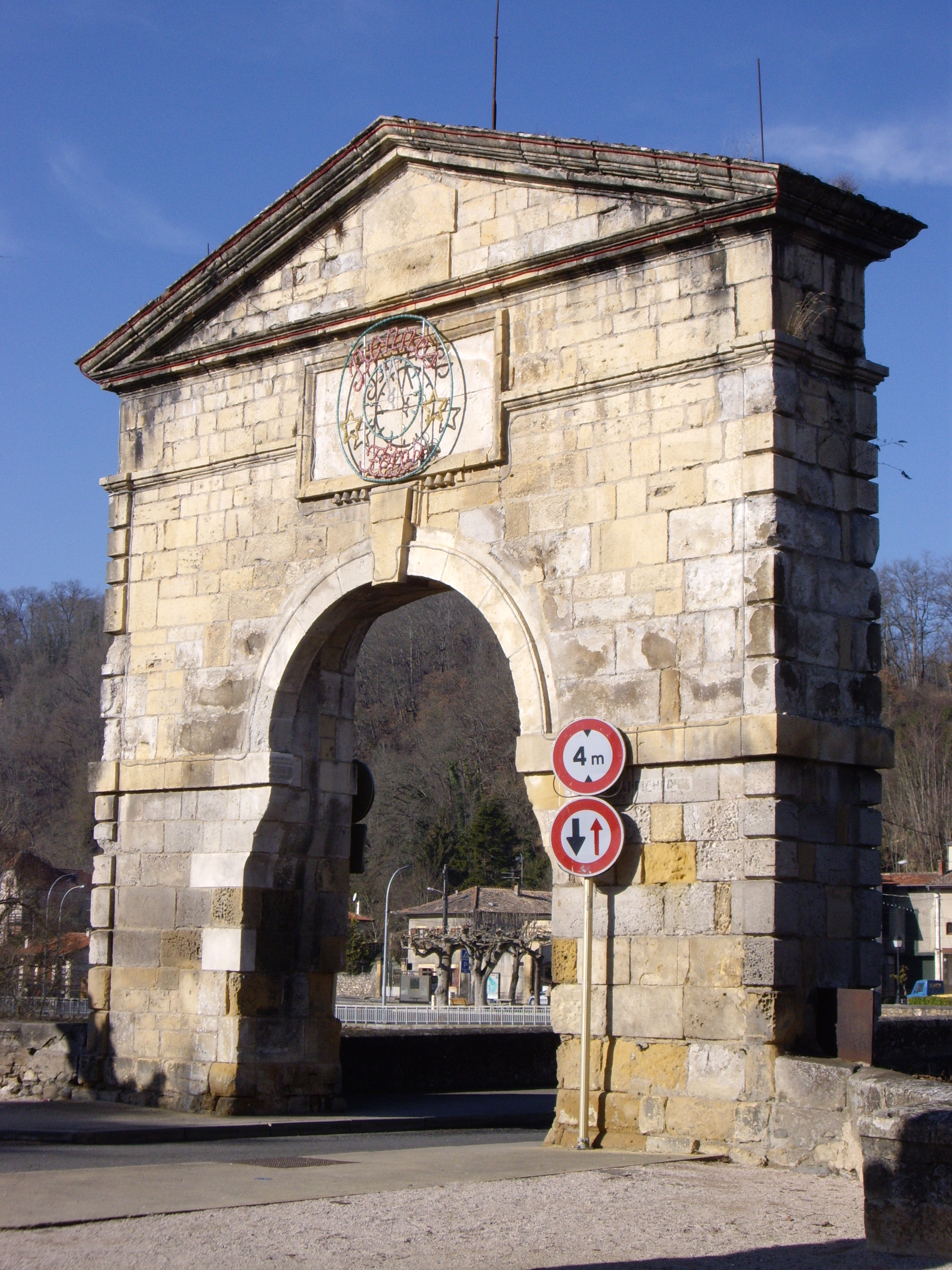
桥门
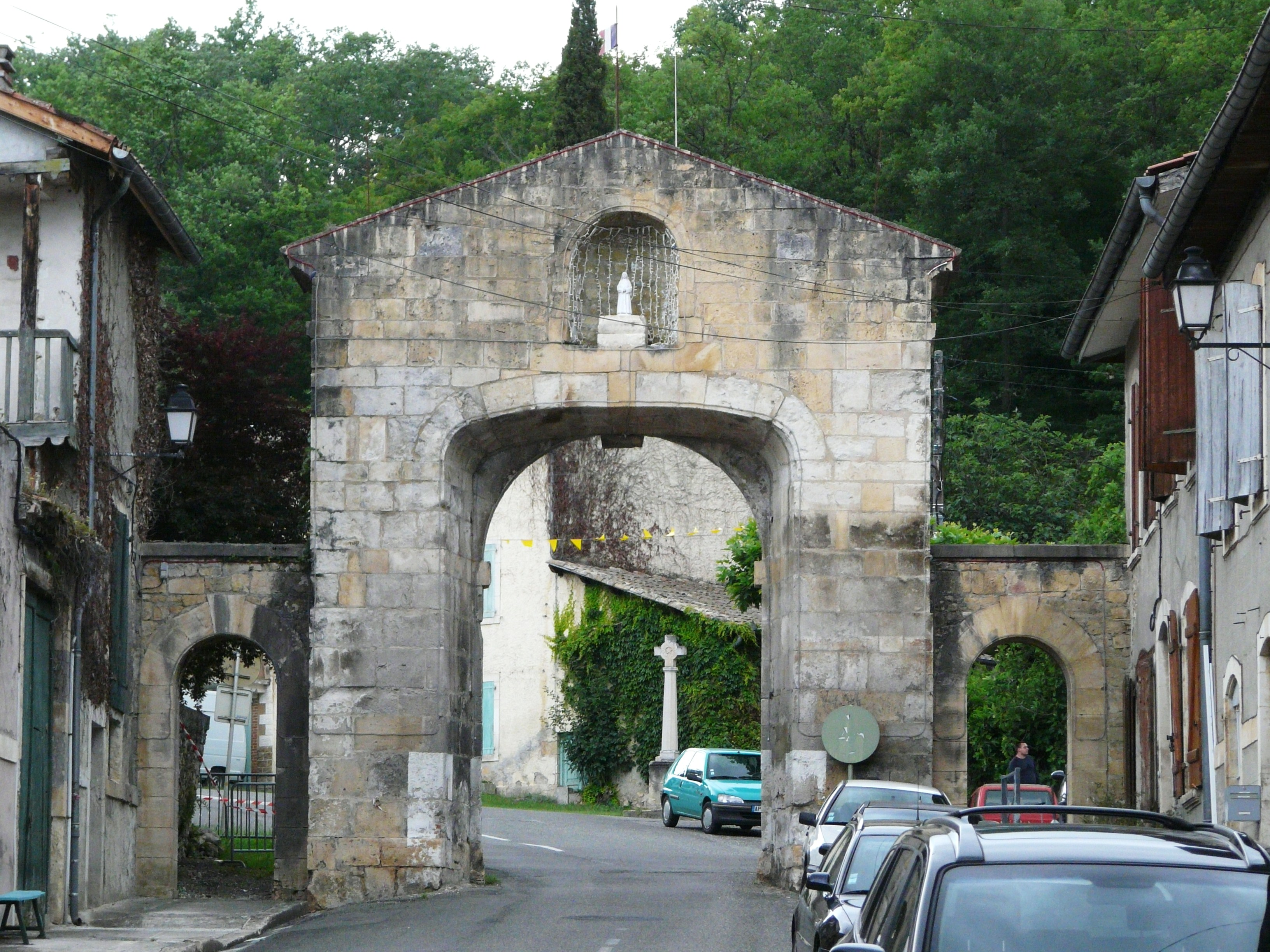
城门
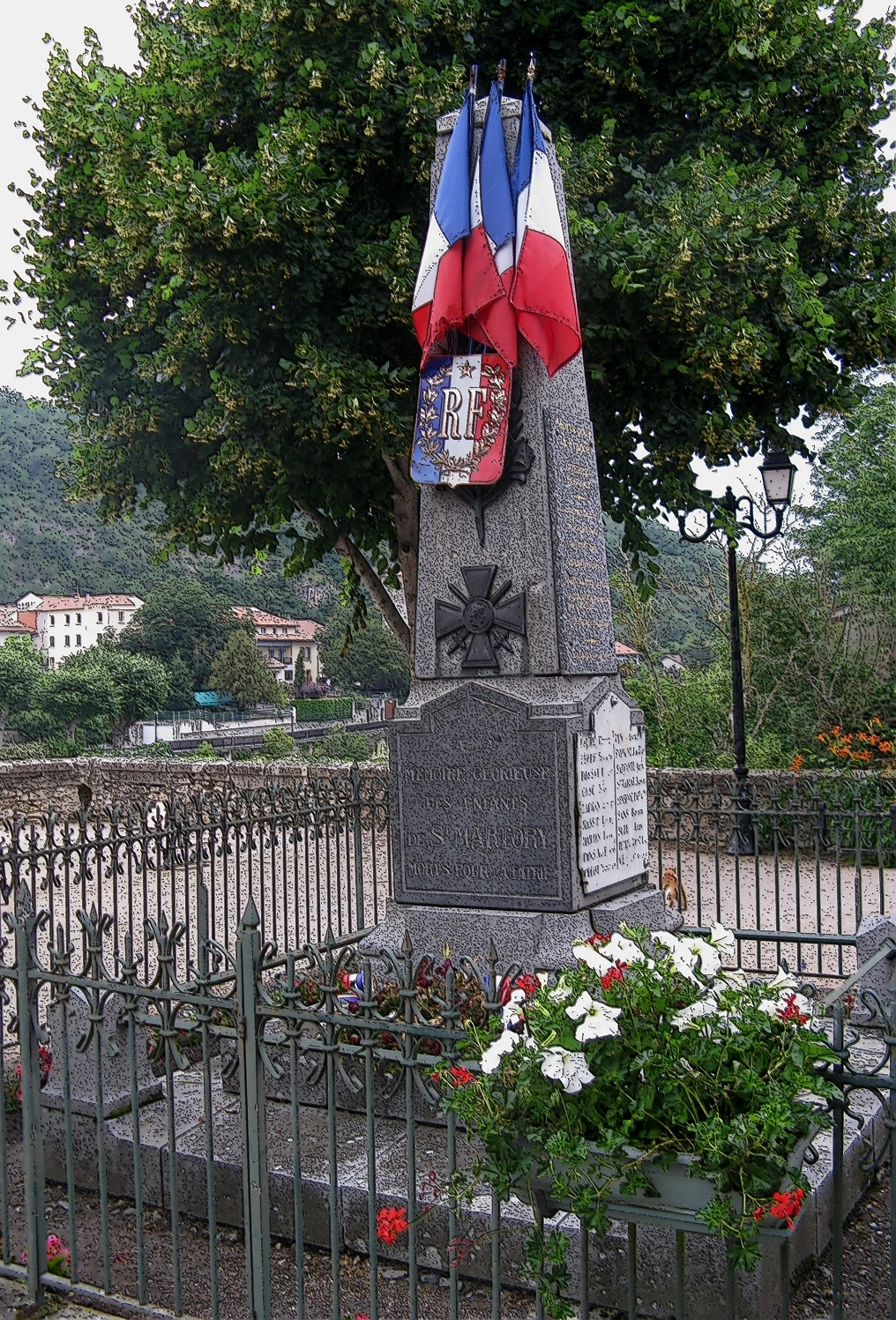
战争烈士纪念碑

### 旅游
圣马托里的旅游事务由其所属的公共社区负责。2020年，圣马托里境内共有1家酒店共计7间房间。

### 媒体
法国主要的媒体均可在圣马托里接收，法国电视三台下属的奥克西塔尼大区频道在部分时段播出圣马托里所属区域的地方新闻。

## 友好城市
截至2021年8月，圣马托里共与一座城市互为友好城市关系：
- 法國 布拉韦河畔邦勒波